# Gorsley
Gorsley est un village du Gloucestershire, en Angleterre.